# Rue Arthur-Brière
Pour les articles homonymes, voir Brière (homonymie).
La rue Arthur-Brière est une voie située dans le quartier des Épinettes du 17e arrondissement de Paris.

## Situation et accès
La rue Arthur-Brière est desservie par la ligne 13 à la station Guy Môquet.

## Origine du nom

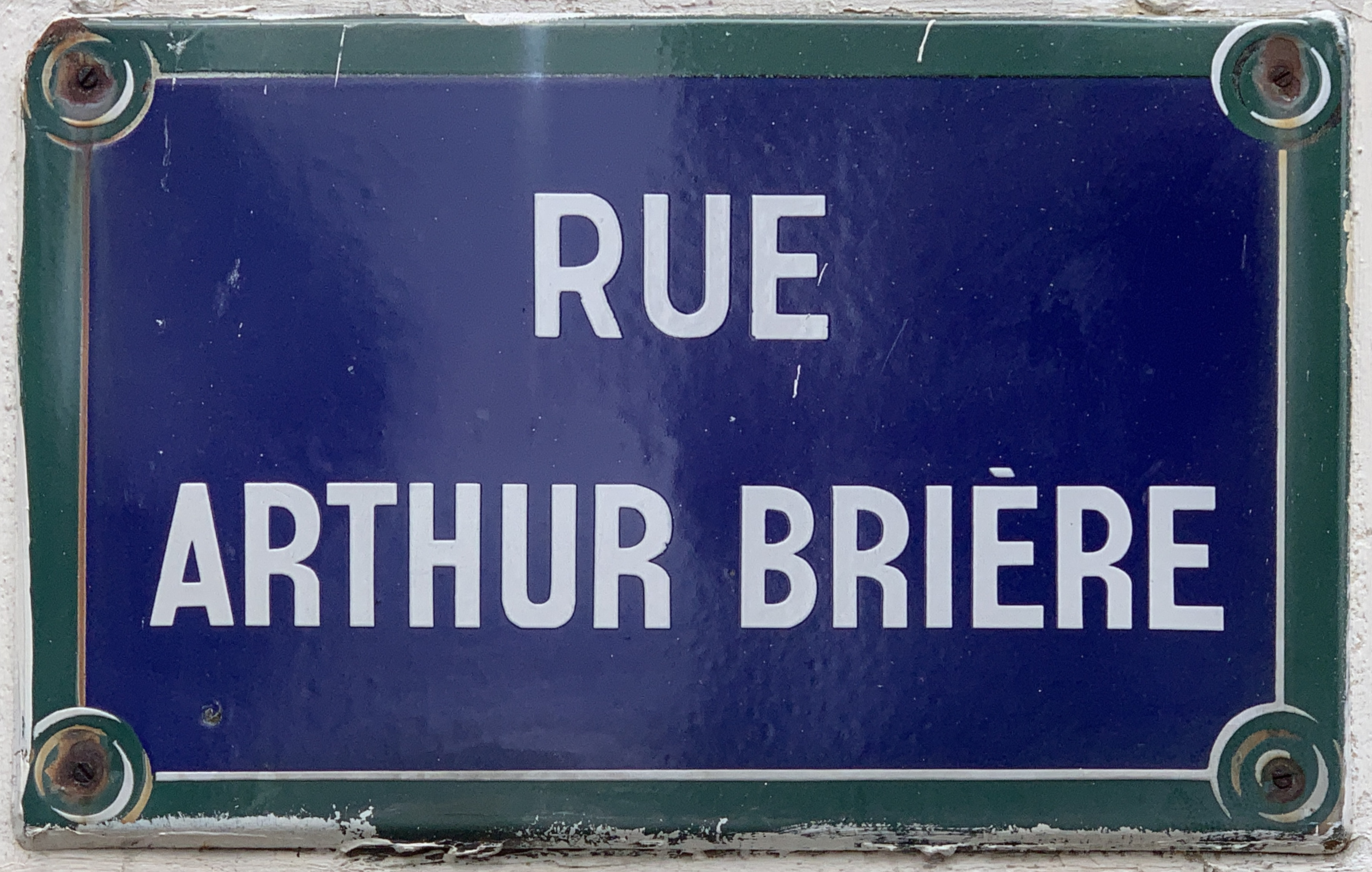
Plaque de la rue.

Elle porte le nom d'Arthur Brière (1860-1906) qui fut un directeur d'école local.

## Historique
Ancien passage Lagille, du nom du propriétaire du terrain, elle reçoit par un arrêté du 4 avril 1929 sa dénomination actuelle.